# 2015-ös salakmotor-világbajnokság
A 2015-ös salakmotor-világbajnokság volt a 21. szezonja a sportnak. A címvédő Greg Hancock volt. A világbajnoki címet Tai Woffinden már Toruńban bebiztosította, így kétszeres világbajnokként érkezhetett meg az utolsó nagydíjra.

## Versenyzők

### Kvalifikált versenyzők
| #   | Versenyző              |
| --- | ---------------------- |
| 45  | Greg Hancock           |
| 507 | Krzysztof Kasprzak     |
| 3   | Nicki Pedersen         |
| 108 | Tai Woffinden          |
| 55  | Matej Žagar            |
| 100 | Andreas Jonsson        |
| 23  | Chris Holder           |
| 33  | Jarosław Hampel        |
| 75  | Troy Batchelor         |
| 88  | Niels-Kristian Iversen |
| 69  | Jason Doyle            |
| 37  | Chris Harris           |
| 71  | Maciej Janowski        |
| 30  | Thomas H. Jonasson     |
| 52  | Michael Jepsen Jensen  |

## Versenynaptár és eredmények
| #  | Dátum          | Helyszín                    | Első                   | Második                | Harmadik               | Negyedik               |
| -- | -------------- | --------------------------- | ---------------------- | ---------------------- | ---------------------- | ---------------------- |
| 1  | Április 18.    | Varsó, Lengyelország        | Matej Žagar            | Chris Harris           | Jarosław Hampel        | Niels-Kristian Iversen |
| 2  | Május 16.      | Tampere, Finnország         | Nicki Pedersen         | Tai Woffinden          | Andreas Jonsson        | Jarosław Hampel        |
| 3  | Május 23.      | Prága, Csehország           | Tai Woffinden          | Jarosław Hampel        | Maciej Janowski        | Nicki Pedersen         |
| 4  | Július 4.      | Cardiff, Egyesült Királyság | Niels-Kristian Iversen | Chris Holder           | Peter Kildemand        | Tai Woffinden          |
| 5  | Július 18.     | Daugavpils, Lettország      | Maciej Janowski        | Nicki Pedersen         | Troy Batchelor         | Chris Holder           |
| 6  | Július 25.     | Målilla, Svédország         | Nicki Pedersen         | Tai Woffinden          | Antonio Lindbäck       | Matej Žagar            |
| 7  | Augusztus 8.   | Horsens, Dánia              | Peter Kildemand        | Matej Žagar            | Michael Jepsen Jensen  | Tai Woffinden          |
| 8  | Augusztus 29.  | Gorzów, Lengyelország       | Matej Žagar            | Greg Hancock           | Tai Woffinden          | Bartosz Zmarzlik       |
| 9  | Szeptember 12. | Krško, Szlovénia            | Greg Hancock           | Tai Woffinden          | Peter Kildemand        | Nicki Pedersen         |
| 10 | Szeptember 26. | Stockholm, Svédország       | Tai Woffinden          | Greg Hancock           | Niels-Kristian Iversen | Maciej Janowski        |
| 11 | Október 3.     | Toruń, Lengyelország        | Nicki Pedersen         | Jason Doyle            | Maciej Janowski        | Niels-Kristian Iversen |
| 12 | Október 24.    | Melbourne, Ausztrália       | Greg Hancock           | Niels-Kristian Iversen | Maciej Janowski        | Jason Doyle            |